# 安徽中国徽州文化博物馆
安徽中国徽州文化博物馆，又称中国徽州文化博物馆，是安徽省黄山市的一所以徽州文化为主题的综合性博物馆，也是中国唯一全面展现徽州文化的博物馆，是安徽省第二大社会科学类综合性博物馆，馆址位于屯溪区迎宾大道50号。馆舍占地面积10.47万平方米，建筑面积1.4平方米。博物馆沿革于黄山市博物馆，隶属黄山市文化委员会，新馆于2008年1月8日正式开馆。博物馆是国家一级博物馆、全国古籍重点保护单位，文物近10万余件，其中徽墨、歙砚、新安书画、徽州文献、徽州三雕（木雕、石雕、砖雕）是馆内的特色藏品。

## 历史沿革

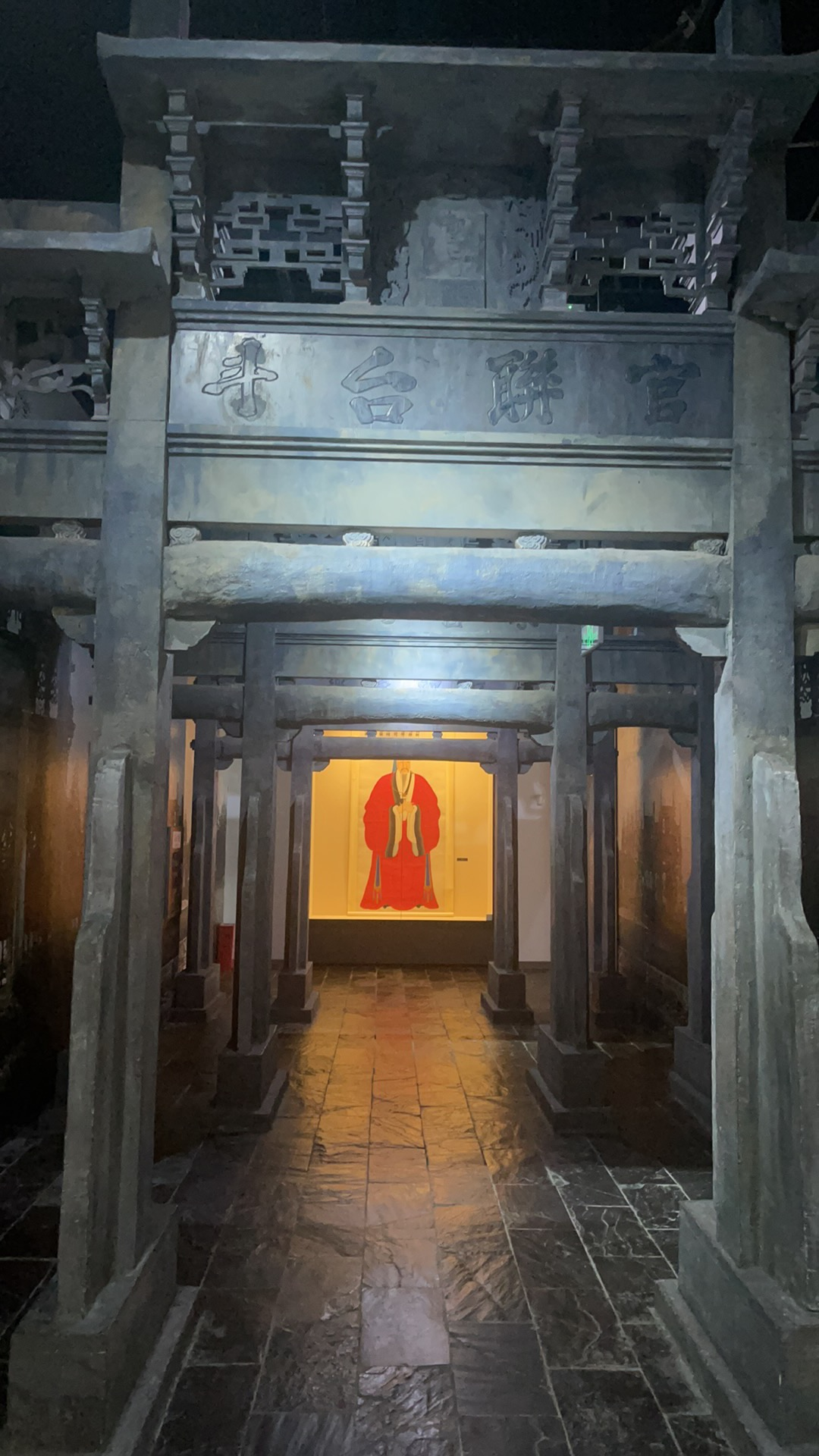
安徽徽州中国文化博物馆

安徽中国徽州文化博物馆的前身最早是徽州地区博物馆，博物馆于1963年成立，隶属于徽州地区文化局，馆址位于屯溪老街。博物馆于1978年并入了徽州地区展览馆。1987年黄山市成立，徽州地区博物馆改名为黄山市博物馆，行政关系也相应转隶黄山市文化局。博物馆于当年迁址屯溪区徽山路24号坞山脚下占地16500平方米的新馆址，馆舍是钢筋水泥结构的殿宇式三层建筑，融合了徽派建筑风格。
2008年1月8日博物馆新馆舍建成投入使用，安徽省徽州文化博物馆成立，黄山市博物馆、黄山市文物商店并入安徽省徽州文化博物馆。2008年5月28日，根据国务院办公厅、安徽省人民政府办公厅复函，同意安徽省徽州文化博物馆改名为安徽中国徽州文化博物馆。
2009年6月9日，安徽中国徽州文化博物馆被列入第二批全国古籍重点保护单位名单。2017年，安徽中国徽州文化博物馆被中国博物馆协会评为第三批国家一级博物馆。此外，安徽中国徽州文化博物馆也是徽州三雕国家级非物质文化遗产项目保护单位、全国人文社会科学普及基地、安徽省社会科学知识普及基地、安徽省级及黄山市级爱国主义教育基地。

## 馆藏陈列

### 馆藏文物
安徽中国徽州文化博物馆馆藏丰富，藏有文物近10万余件，其中国家一级文物34件、二级文物144件、三级文物3913件。藏品中囊括了具有徽州特色的徽墨、歙砚、新安书画、徽州三雕（木雕、石雕、砖雕），这其中包括有着“镇馆之宝”之称的中国考古出土唯一北宋时期墨锭——北宋文府墨，藏品总数和珍贵文物在安徽省均居第2名，仅次于安徽博物院。

### 陈列
博物馆常设展览为《徽州人与徽州文化》，该主题的陈列分为：
- 走进徽州
- 天下徽商：展示和介绍中国明清两代最具势力和最有影响的商帮之一——徽商。
- 礼仪徽州：展示徽州在古代特别是明清时期在文化、教育、学术方面取得的成就。
- 徽州建筑：明清时期徽州府辖区具有地域特色的徽派建筑。
- 徽州艺术：展示徽州特色工艺品，包括文房瑰宝、新安画派、徽派版画、篆刻艺术等。
- 徽州科技：展示徽州人在医学、数学、地理学、物理等领域的成就。

此外，馆内相继举办过《徽州文房四宝展》、《黄宾虹、汪采白书画展》、《黄山市中共党史资料展》、《徽州雕刻艺术展》、和《徽派三雕艺术陈列》等文物专题展览。

## 参观信息

### 开放信息
安徽中国徽州文化博物馆开馆时间为9:00至11:30和13:30至17:00，16:30参观者停止入馆，此外周一闭馆。博物馆自2008年3月26日起作为安徽省免费开放第一批试点馆，实行免费开放。

### 交通信息
乘坐黄山公交18路、19路、11路可达。